# Mięśnie pośladkowe

Mięśnie pośladkowe: wielki – żółty, średni – niebieski, mały – czerwony.

Mięśnie pośladkowe – w anatomii człowieka grupa trzech mięśni tworzących pośladek, należących do grupy tylnej mięśni grzbietowych obręczy kończyny dolnej. Wliczają się tu: mięsień pośladkowy wielki, mięsień pośladkowy średni i mięsień pośladkowy mały. Rozpoczynają się na kości biodrowej (mięsień pośladkowy wielki także na bocznym brzegu kości krzyżowej i kości guzicznej, więzadle krzyżowo-guzowym i powięzi piersiowo-lędźwiowej) i kończą na kości udowej. Ich funkcje to wyprost, odwiedzenie i rotacja zewnętrzna albo wewnętrzna stawu biodrowego.

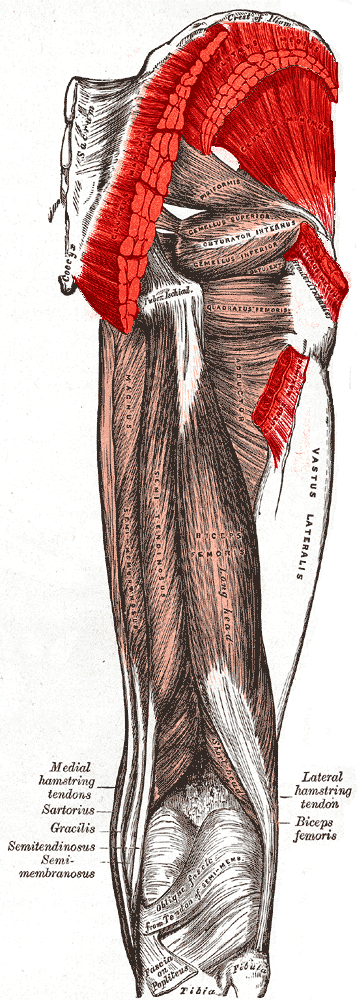
Mięśnie pośladka i okolicy tylnej uda. M. pośladkowy mniejszy widoczny w całości, mm. pośladkowe średni i wielki odcięte przy przyczepach początkowych i końcowych.
Mięsień pośladkowy wielki
Mięsień pośladkowy średni
Mięsień pośladkowy mały